# Lothar Foerster

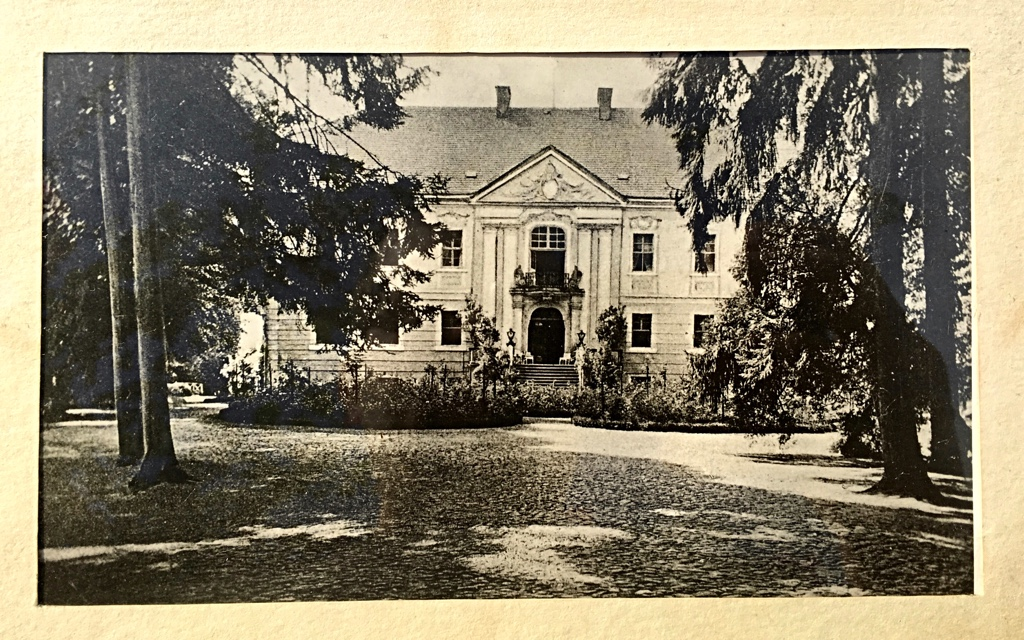
Schloss Konotop(p)

Lothar Foerster (* 21. August 1865 in Kontopp, Provinz Schlesien; † 5. Juli 1939 in Zoppot, Freie Stadt Danzig) war ein deutscher Verwaltungsjurist.

## Leben und Beruf
Lothar Foerster entstammt einer Gutsbesitzerfamilie auf Schloss Kontopp. Einer seiner Vorfahren war der Rechtsanwalt und Politiker Heinrich Graeff auf Kontopp. 
Nach bestandenem Staatsexamen und anschließender Referendarzeit war Foerster seit 1898 als Vortragender Rat im preußischen Finanzministerium beschäftigt. 1906 erfolgte dort seine Beförderung zum Ministerialdirektor und stellvertretenden Bevollmächtigten zum Bundesrat. Vom 8. Januar 1910 bis 1918 fungierte er als Regierungspräsident im westpreußischen Danzig, anschließend übernahm er als Reichs- und preußischer Staatskommissar die Überleitung des bisher preußischen Gebietes an die Freie Stadt Danzig. Als Generalkonsul amtierte er 1921–23 als diplomatischer Vertreter der Reichsregierung in Danzig.